# Пьотър Левиз-оф-Менар
Пьотър Александрович Левиз-оф Менар  от руски (Пётр Александрович Левиз-оф-Менар, Пётр-Фромгольд-Оскар Левиз-оф-Менар) е руски офицер, генерал-майор. Участник в Руско-турската война (1877-1878).

## Биография
Пьотър Левиз-оф-Менар е роден през 1829 г. в имението Дол, Лифляндска губерния. Наследник е на потомствени дворянини от шотландски произход, преселени през XVII в. в Швеция и оттук в Лифландия (дн. Латвия). Родовото имение е на остров Дол, недалеч от Саласпила и Рига. Най-известния представител на дворянския род е генерал-лейтенант Фьодор Левиз-оф-Менар, герой от Руско-турската война от 1806-1812 г. и Френско-руската война от 1812-1813 г.
По семейна традиция се ориентира към военното поприще. Действителна военна служба с военно звание прапорщик започва в армейската кавалерия (1850). Служи в Терската казашка войска и се бие храбро срeщу турците в Кримската война (1854-1855). Участва в Кавказката война. Повишен е във военно звание подполковник от 1872 г.
Като командир на дивизион от Владикавказкия конен полк участва в Хивинския поход. Награден е със златно оръжие „За храброст“. Повишен е във военно звание полковник с назначение за командир на Владикавказкия конен полк от 1876 г.
Участва в Руско-турската война (1877-1878) в състава на 1- ва Кавказка казашка бригада с командир, полковник Иван Тутолмин. Отличава се в тиловите рейдове и рекогносцировки при Плевен и в рекогносцировката на 26 и 27 юли при Ловеч. Награден е с орден „Свети Владимир“ III степен с мечове.
Полка е в състава на Сборен отряд, формиран за второто освобождение на Ловеч с командир, генерал-майор Александър Имеретински. В хода на битката за Ловеч на 22 август 1877 г. бригадата е съсредоточена при село Йоглав. В разгара на борбата за османския редут при местността „Червен бряг“, след усилен марш в направлението към село Продимчец, наняся съкрушителен флангови удар срещу османските резерви. Награден е с Орден „Свети Георги“ IV ст. „ За отличие при превземането на Ловеч на 22 август 1877 г. Начело на своя полк, атакува отстъпващата турска пехота и унищожава повече от два неприятелски батальона“.
Участва в третата атака на Плевен. През зимното преминаване на Стара планина е в състава на Западния отряд с командир генерал-лейтенант Йосиф Гурко. Проявява се при освобождението на София. До края на войната достига бреговете на Егейско море.
След войната е повишен във военно звание генерал-майор с назначение за командир на Терската казашка бригада (1879). Награден с Орден „Свети Станислав“ I ст. (1882).
Умира на 6 януари 1885 г. в Санкт Петербург.